# شینکبالاکادا
شینکبالاکادا (به لاتین: Shinkbalakada) یک منطقهٔ مسکونی در روسیه است که در شهرستان آگولسکی واقع شده‌است.